# NGC 7524
NGC 7524 is een spiraalvormig sterrenstelsel in het sterrenbeeld Vissen. Het hemelobject werd op 18 november 1864 ontdekt door de Duitse astronoom Albert Marth.

## Synoniemen
- MCG 0-59-10
- PGC 70737